# Classic Var
Classic Var är ett endags linjelopp i landsvägscykling som skapades 2024 genom uppdelning av tredagarsloppet Tour des Alpes-Maritimes et du Var i två separata lopp (den andra delen efter uppdelningen blev ett tvådagarslopp kallat Tour des Alpes-Maritimes). Loppet avhålls i departementet Var i regionen Provence-Alpes-Côte d'Azur i Frankrike. Första upplagan kördes fredagen den sextonde februari (och följdes under lördag–söndag av det återstående tvådagarsloppet) och hade start i Saint-Raphaël med mål på Mont Faron strax norr om Toulon. Det inkluderades redan under första året i UCI Europe Tour klassificerat som 1.1.
Tour des Alpes-Maritimes et du Var hade i sin tur sitt urspung i Tour du Haut-Var som var ett endagslopp avhållet i Var från 1969 till och med 2008 därefter utökat till två dagar, från 2019 till tre dagar och först 2020 inkluderades även Alpes-Maritimes i namnet.

## Podieplaceringar
| År   | Vinnare           | Tvåa                       | Trea          |
| ---- | ----------------- | -------------------------- | ------------- |
| 2024 | Lenny Martinez    | Tobias Halland Johannessen | Romain Bardet |
| 2025 | Christian Scaroni | Paul Lapeira               | Victor Lafay  |